# Cathédrale Saint-Guy de Prague
Cette  cathédrale n’est pas la seule cathédrale Saint-Guy.
La cathédrale Saint-Guy (en tchèque : Katedrála svatého Víta) est une cathédrale à Prague, capitale de la Tchéquie, et le siège de l'archevêché de Prague. Le nom complet de la cathédrale est Saint-Guy-Saint-Venceslas-et-Saint-Adalbert (en tchèque : Katedrála sv. Víta, Václava a Vojtěcha) dédiée aux saints Guy, Venceslas et Adalbert. Située à l'intérieur du château de Prague, elle est un excellent exemple d'architecture gothique. Plus grande et plus importante église du pays, elle est en 2021 le seul sanctuaire national.

## Origine
Vers l'an 925, le roi de Francie orientale Henri Ier l'Oiseleur offre au duc Venceslas Ier une relique de saint Guy. Pour abriter cette relique, Venceslas fait édifier une église en forme de rotonde sur un lieu de culte païen consacré à Siwa, la déesse de la vie de la mythologie slave. On peut voir dans cette affectation de la première cathédrale des souverains de Bohême à saint Guy (Vitus en latin, nom qui se rapporte à vita, la « vie ») un geste empreint de syncrétisme. Le fait que saint Guy soit le saint patron des Saxons, puissants voisins, n'est pas non plus innocent et signe l'orientation politique, culturelle et religieuse de l'État tchèque naissant.
Lorsqu'en 973, Prague est élevée au rang d'évêché, le nouvel évêque choisit pour siège l'église de Saint-Vit et y installe sa chaire, plutôt que dans l'église Saint-Georges qui est celle des ducs de Bohême.
En 1060, une basilique romane à trois nefs s'élève à la place de la rotonde originelle ; construite sur ordre de Spytihněv II de Bohême, elle est en pierre blanche et sa nef fait 70 mètres de long, qui suscite l'admiration de ses contemporains.
Le 30 avril 1344, Prague est élevée au rang d'archevêché par le pape Clément VI et sous l'impulsion du roi Jean Ier, la construction d'une cathédrale métropolitaine est entreprise le 21 novembre de la même année. Le fils de Jean, Charles IV, futur empereur du Saint Empire romain germanique, veut rendre la fonction héréditaire dans sa famille et faire de Prague la capitale impériale. Le projet de cathédrale s'inscrit dans cette perspective : lieu de couronnement et de sépulture des empereurs de la Maison de Luxembourg Jean tout comme Charles sont familiers de la cour de France, et ils connaissant les grandes cathédrales du nord de la France, ils font donc appel à un architecte français Mathieu d'Arras pour en être le premier architecte (1344-1352). À la mort de Mathieu, c'est Peter Parler (1356-1399) qui prend la direction du chantier. Comme pour nombre de cathédrales, celui-ci s'étalera sur plusieurs siècles ; la cathédrale de Prague ne sera achevée qu'en 1929.
Mathieu d'Arras projette à l'origine une cathédrale typiquement française et s'inspire probablement du plan de la cathédrale Saint-Just-et-Saint-Pasteur de Narbonne. Tout en respectant le plan initial, Peter Parler apporte de nombreuses innovations, par exemple en créant les premières voûtes en réseau d'arcs et en faisant du triforium un élément autonome qui, au lieu du buter sur les piliers, se brise et les contourne pour créer un mouvement ondulatoire sur toute la longueur de la nef. Le bâtiment aura une importante postérité en Europe centrale et orientale, en particulier avec le développement des voûtes en réseau, notamment via la dynastie des Parler.

## Chronologie

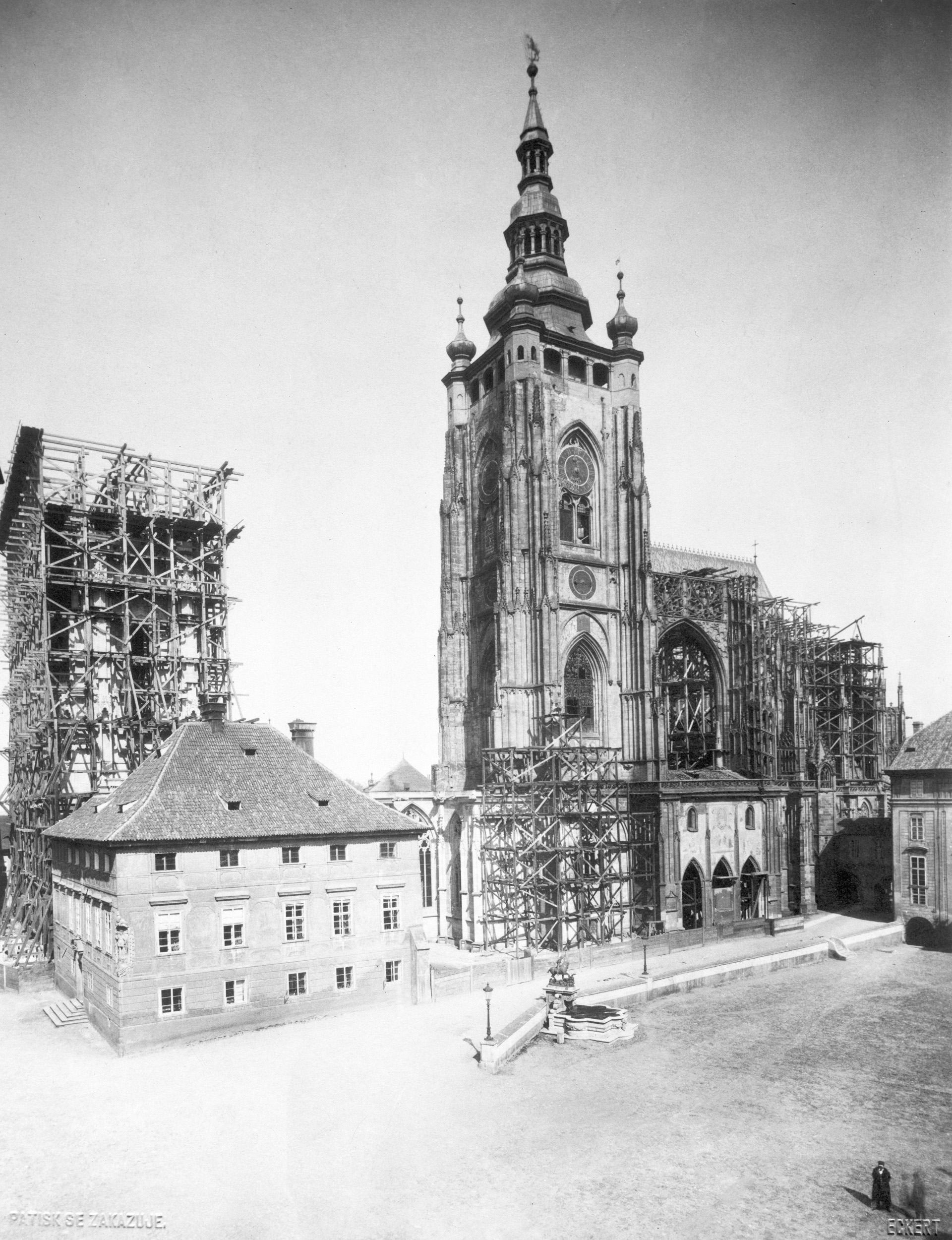
La cathédrale aux environs de 1887. (Photo Heinrich Eckert)

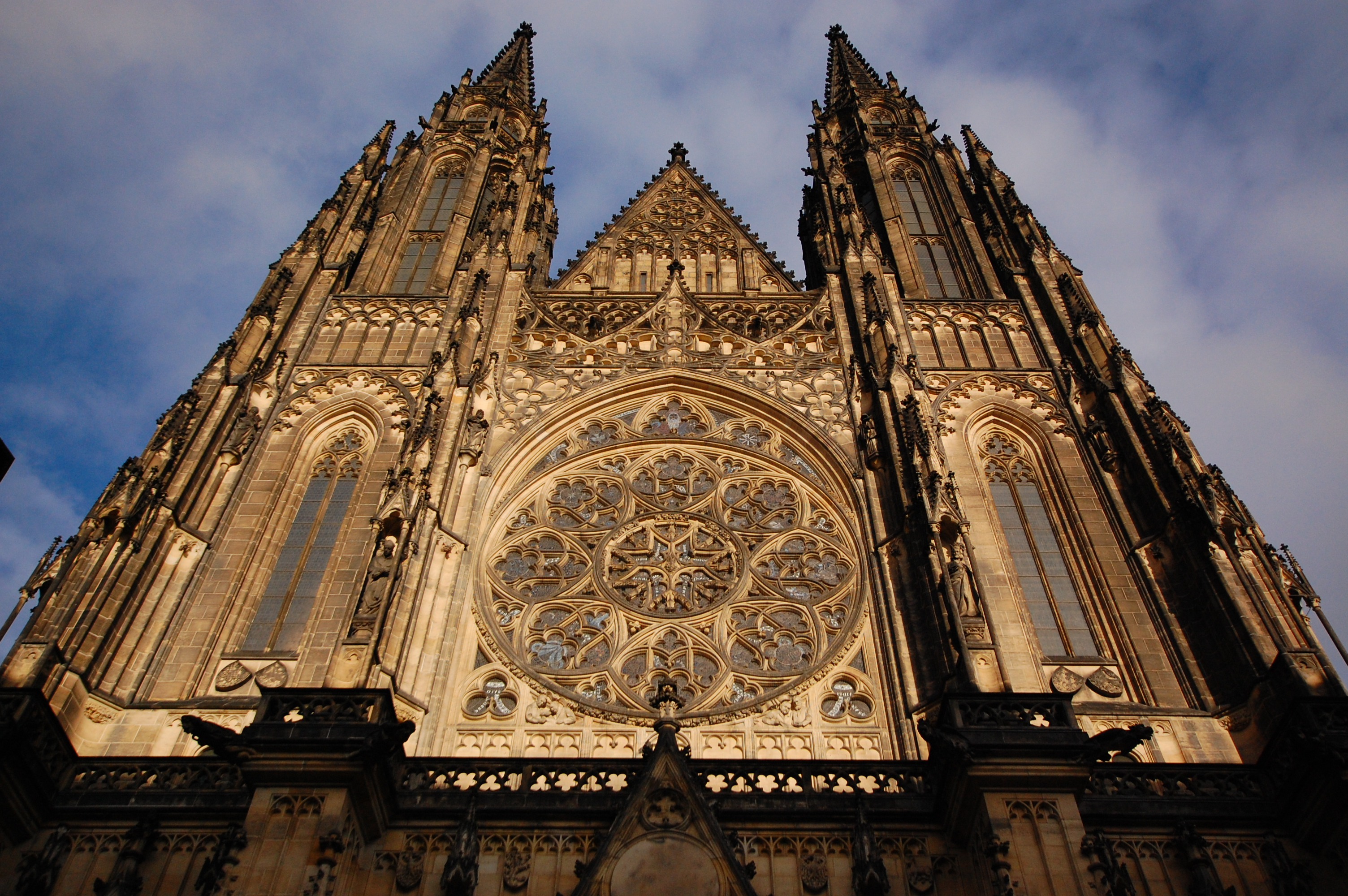
La façade et sa rosace.

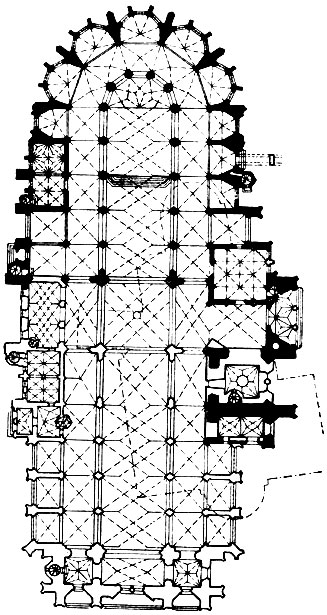
Le plan.

La construction complète a duré près de six siècles de 1344 à 1929.
Le 21 novembre 1344, la première pierre est posée suivant le plan général établi par Mathieu d'Arras qui a le temps de construire le chevet formé d'une couronne de cinq chapelles polygonales rayonnantes et le chœur jusqu'à hauteur du triforium. Mathieu meurt en 1352. En 1356, Peter Parler reprend le chantier et édifie le haut du chœur et la Porte dorée, et commence la nef. Il  meurt en 1399, année où Václav et Jan Parler continuent l'œuvre de leur père et entament la construction de la tour sud. En 1420, les guerres hussites mettent un terme à la construction.
En 1560, Bonifác Wohlmut coiffe la tour sud d'un bulbe renaissance à tourelles d'angles. Plus d'un siècle plus tard, en 1675, Domenico Orsi projette une nef baroque qui ne sera pas exécutée. Encore un siècle plus tard, en 1770, Nicolò Pacassi reconstruit la tour sud incendiée par la foudre et la surmonte d'un toit baroque en forme de bulbe.
À la fin du XIXe siècle, les travaux reprennent. De 1861 à 1929, la nef et la façade ouest avec ses tours néogothiques sont achevées par Joseph Mocker, le plus célèbre architecte néo-gothique des pays tchèques. Contrairement à certaines de ses autres œuvres, il reste ici relativement discret et très respectueux du projet initial.
De grands artistes contribuent à la décoration de l'édifice, dont le peintre Alfons Mucha, auteur des vitraux du flanc nord et le sculpteur Vojtěch Sucharda auteur des reliefs de la façade.
En 1867, les joyaux de la couronne de Bohême sont abrités dans un placard dans la cathédrale. Celui-ci possède sept serrures dont les clefs des serrures sont aujourd'hui la propriété de sept personnalités : le Président de la Tchéquie, le Premier Ministre, l'archevêque de Prague, les présidents des deux chambres du Parlement, le doyen du chapitre de la cathédrale et le maire de Prague.
En 1954, le régime communiste procède à la nationalisation de la cathédrale. En septembre 2006, l'administration du château de Prague restitue la cathédrale à l'Église catholique romaine à la suite d'un long procès commencé en 1992 ; le tribunal de la ville de Prague, dans le cadre de la restitution des biens confisqués par le régime communiste, a jugé que la propriété n'avait jamais été formellement annulée par le pouvoir communiste. 
Cette décision a été confirmée par la cour d‘appel en juin 2006 et exécutée en septembre. Cependant en février 2007, la Cour suprême annule le verdict de la cour d'appel qui avait tranché en faveur de l'Église catholique, la cathédrale redevient propriété de l'État tchèque. Des négociations sont en cours entre les représentants de l'État et de la hiérarchie catholique, qui a décidé de renoncer à la voie judiciaire, pour trouver un compromis sur la gestion de la cathédrale.

## Plan et dimensions
Elle a un plan basilical traditionnel en croix latine, comme la majorité des cathédrales gothiques françaises et un certain nombre d'églises allemandes. Ce n'est pas une halle contrairement à la cathédrale de Vienne par exemple. Elle dispose ainsi d'un haut vaisseau central éclairé par une claire-voie. Ce vaisseau est constitué d'une nef, et d'un chœur qui se termine en abside, séparés par un transept. Il est bordé par deux basses nefs collatérales, et un déambulatoire autour de l'abside du chœur. Ces bas-côtés donnent sur des chapelles latérales, et le déambulatoire dessert des chapelles rayonnantes. La façade sud du transept, dirigée vers la ville, constitue l'entrée la plus importante et développée de l'édifice. Elle est dotée d'un porche couvert (la Porte dorée) et d'une grosse tour qui est la plus haute de la cathédrale, une chapelle plus large que les autres occupe l'emplacement vraisemblablement prévu pour une deuxième tour symétrique sur cette façade.
Les dimensions sont assez comparables à celles de Notre-Dame de Paris :
- longueur : 124 m ;
- largeur : 60 m ;
- hauteur sous voûte : 33,2 m ;
- hauteur des deux tours de la façade occidentale : 82 m ;
- hauteur de la tour sud : 96,5 m.

## Chapelles et chefs-d'œuvre
La chapelle Saint-Venceslas est ornée de peintures murales représentant la vie du saint sur la partie haute et d'un parement de pierres semi-précieuses sur la partie basse. Elle contient le tombeau du saint.

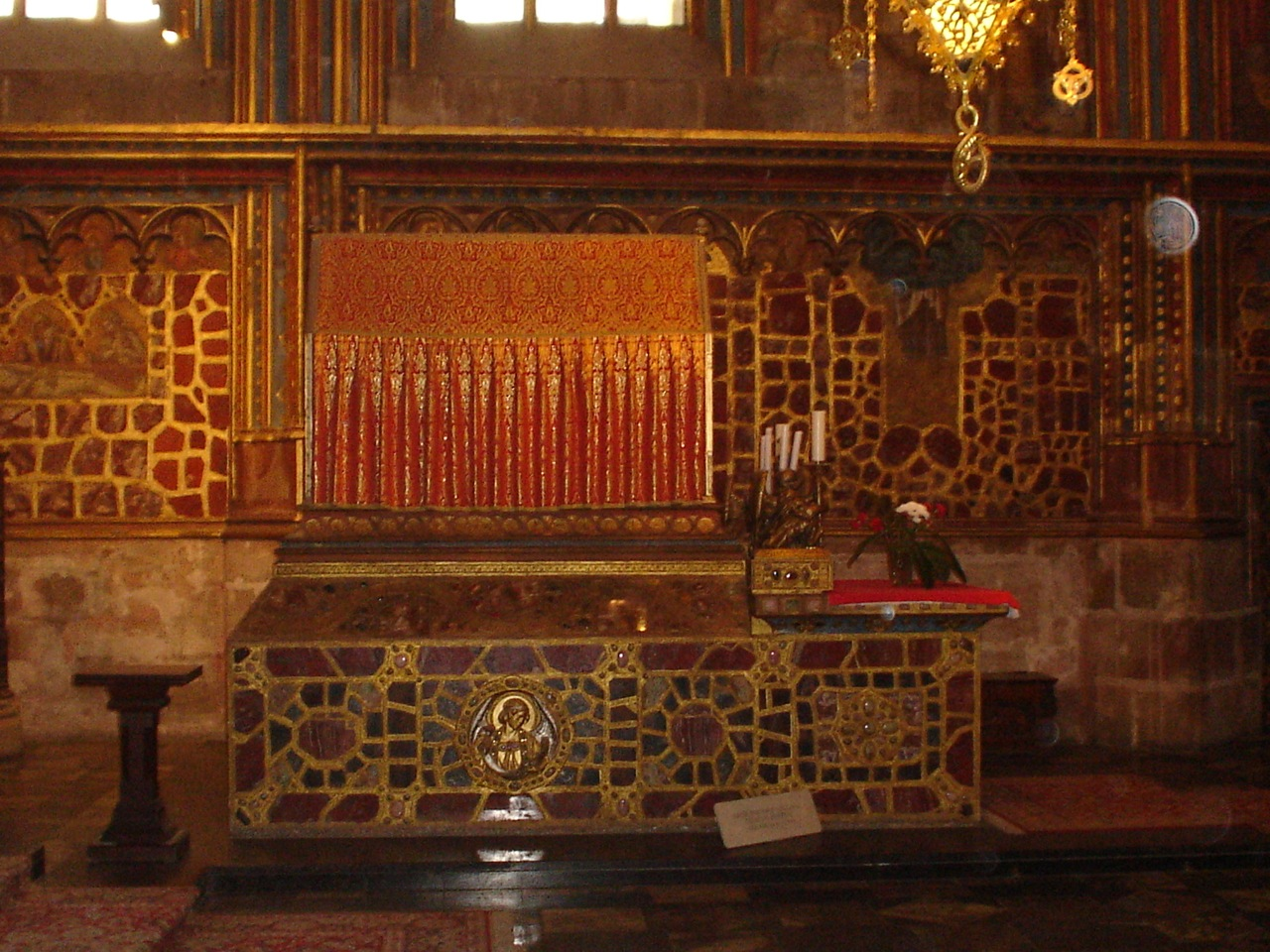
Tombeau de saint Venceslas.
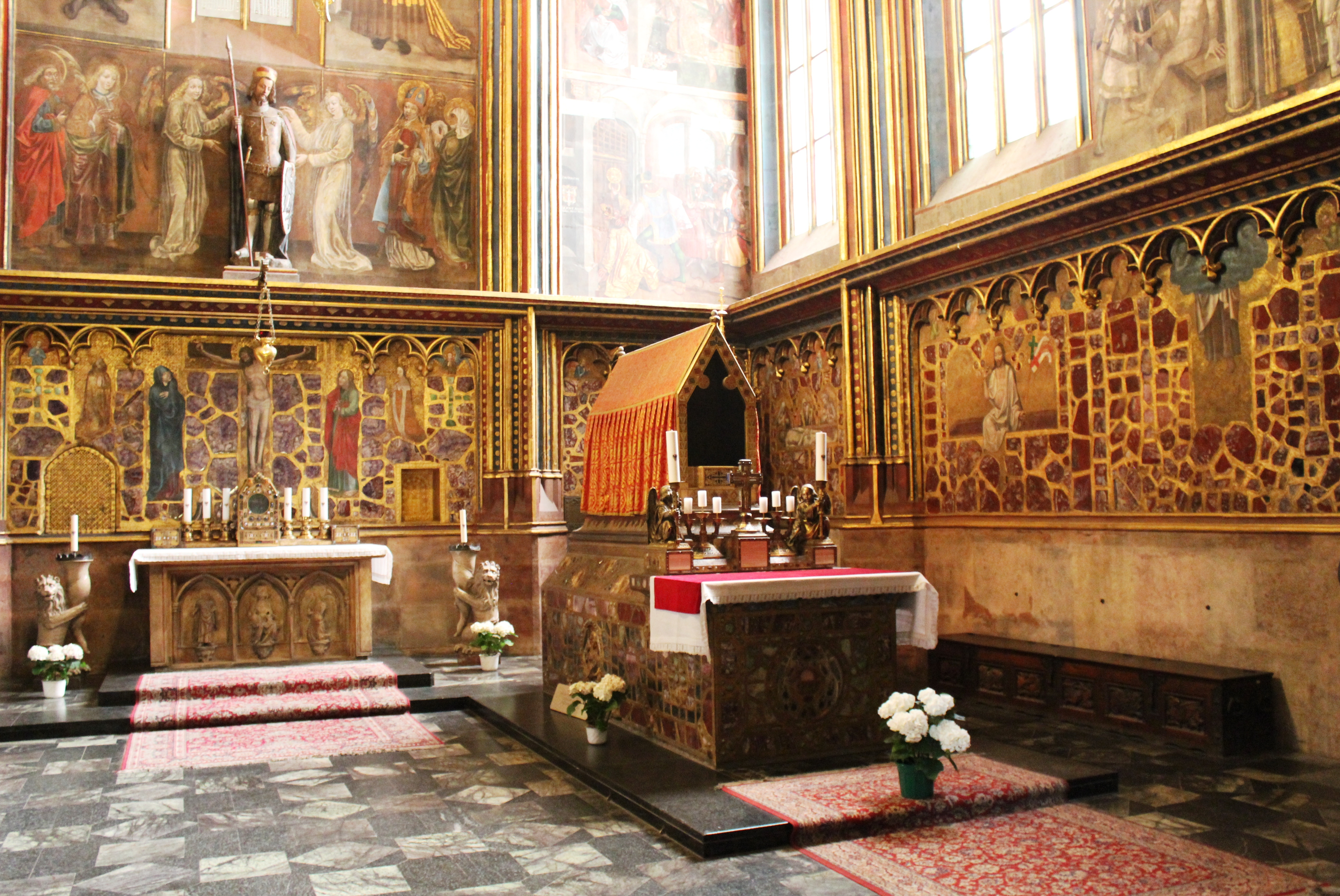
Chapelle Saint-Venceslas.

La crypte funéraire des rois de Bohême contient les tombeaux de Charles IV, Venceslas IV, Rodolphe II.
Le tombeau en argent de saint Jean Népomucène est achevé en 1736 par Ignaz Franz Platzer sur un projet de Johan Bernhard Fischer von Erlach.

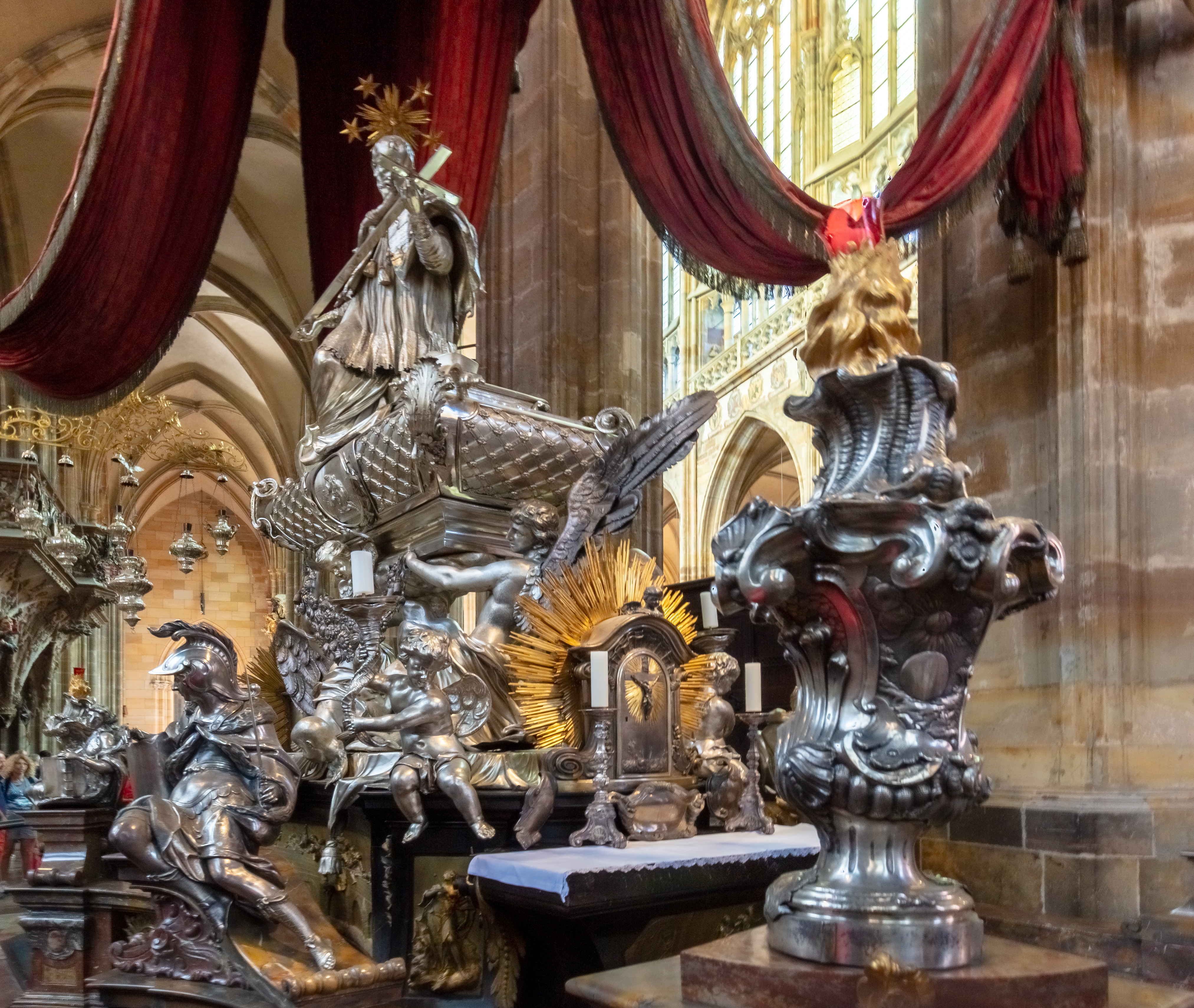
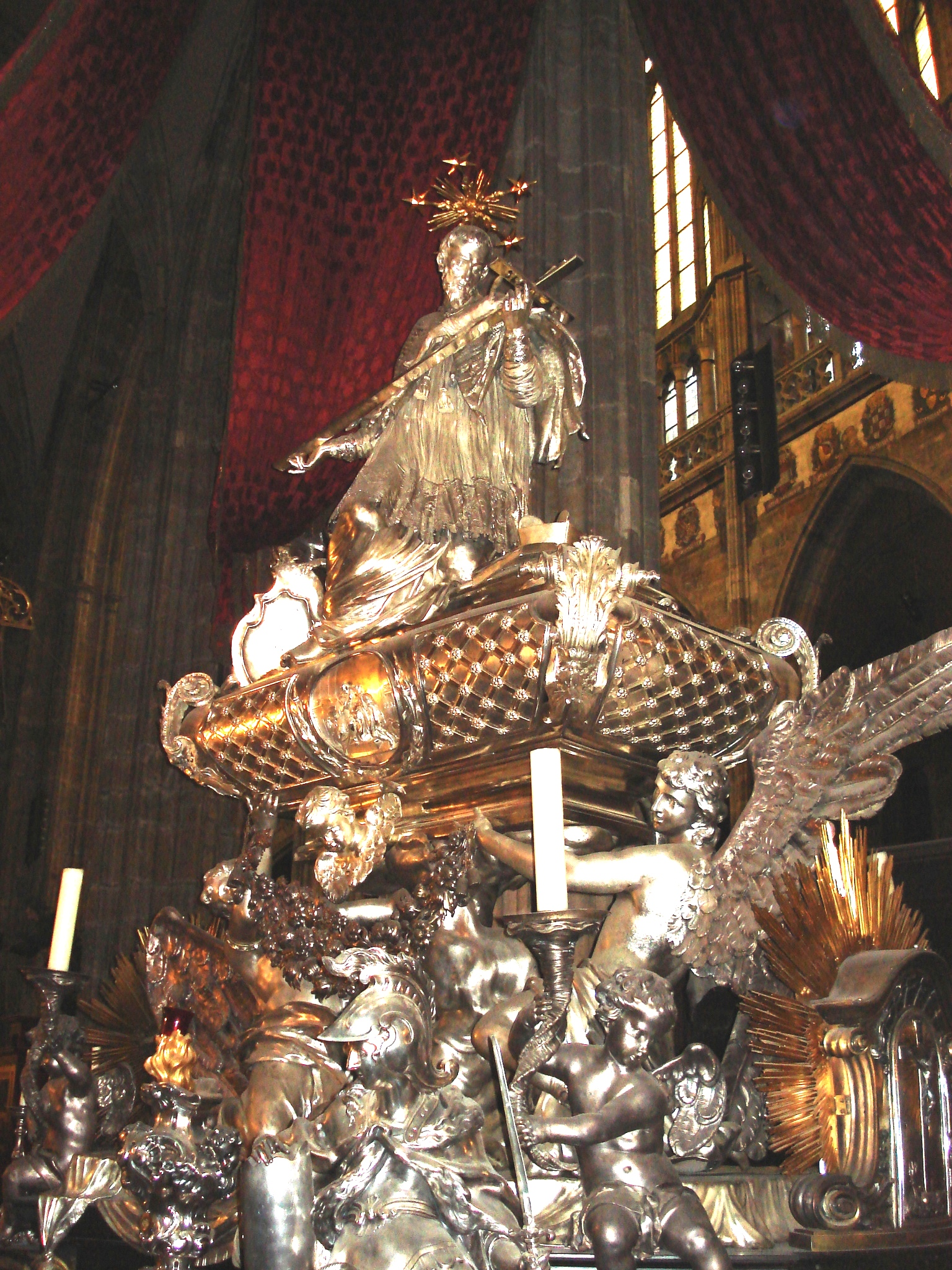
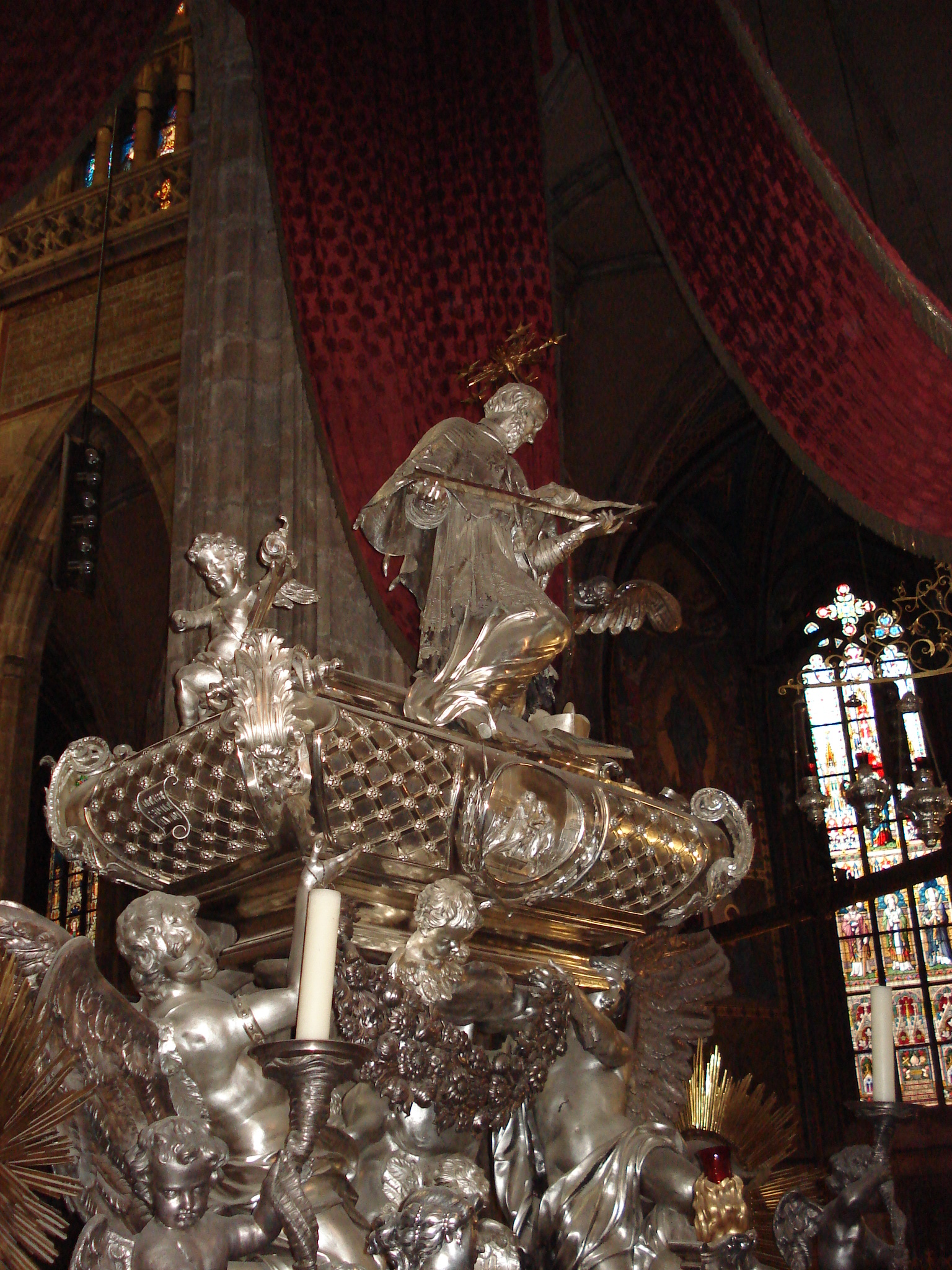

Les vitraux dont celui de la Légende de Cyrille-et-Méthode par Alfons Mucha (1931) datent pour la plupart du XXe siècle.

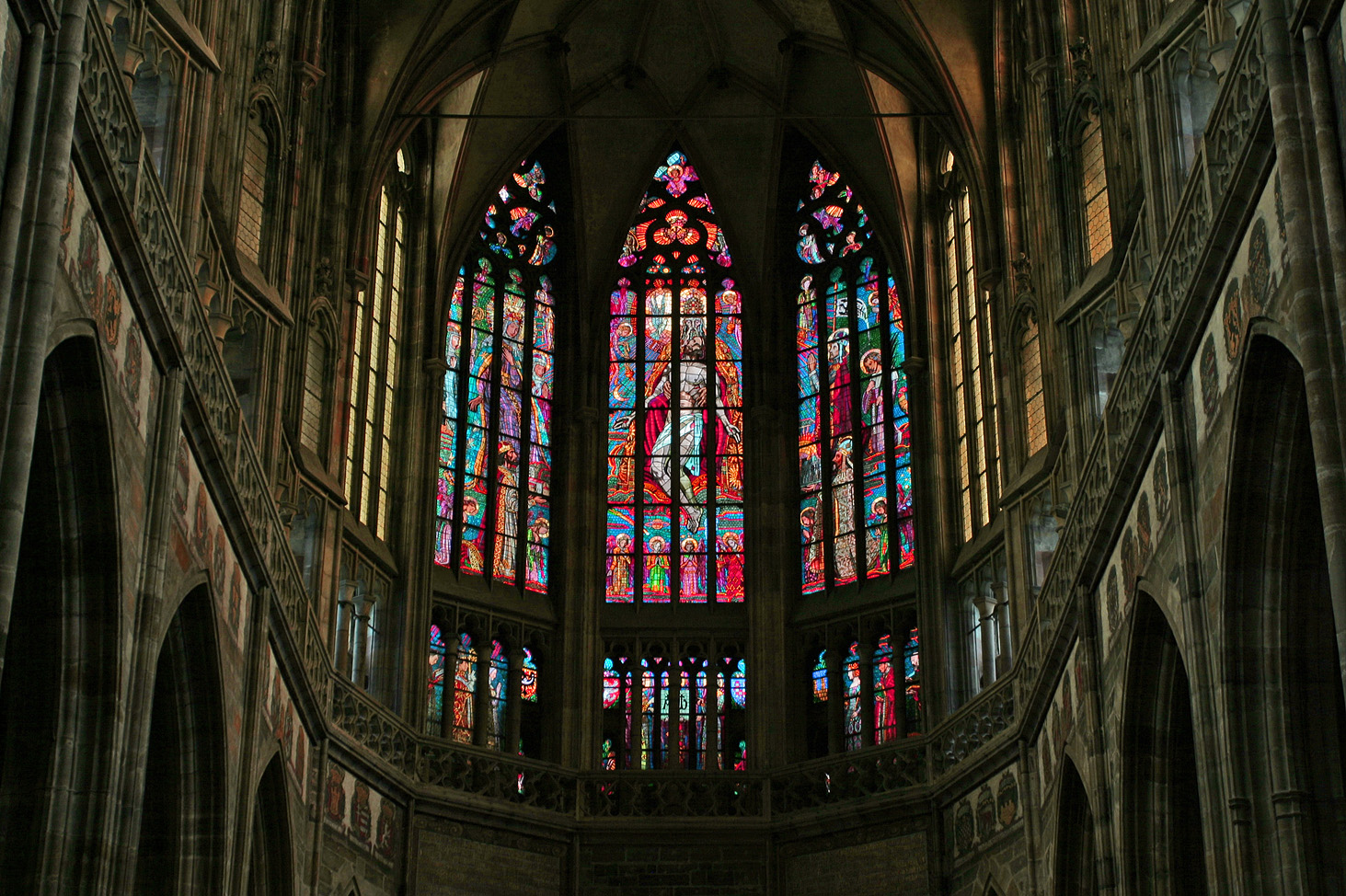
Vitraux et chœur.
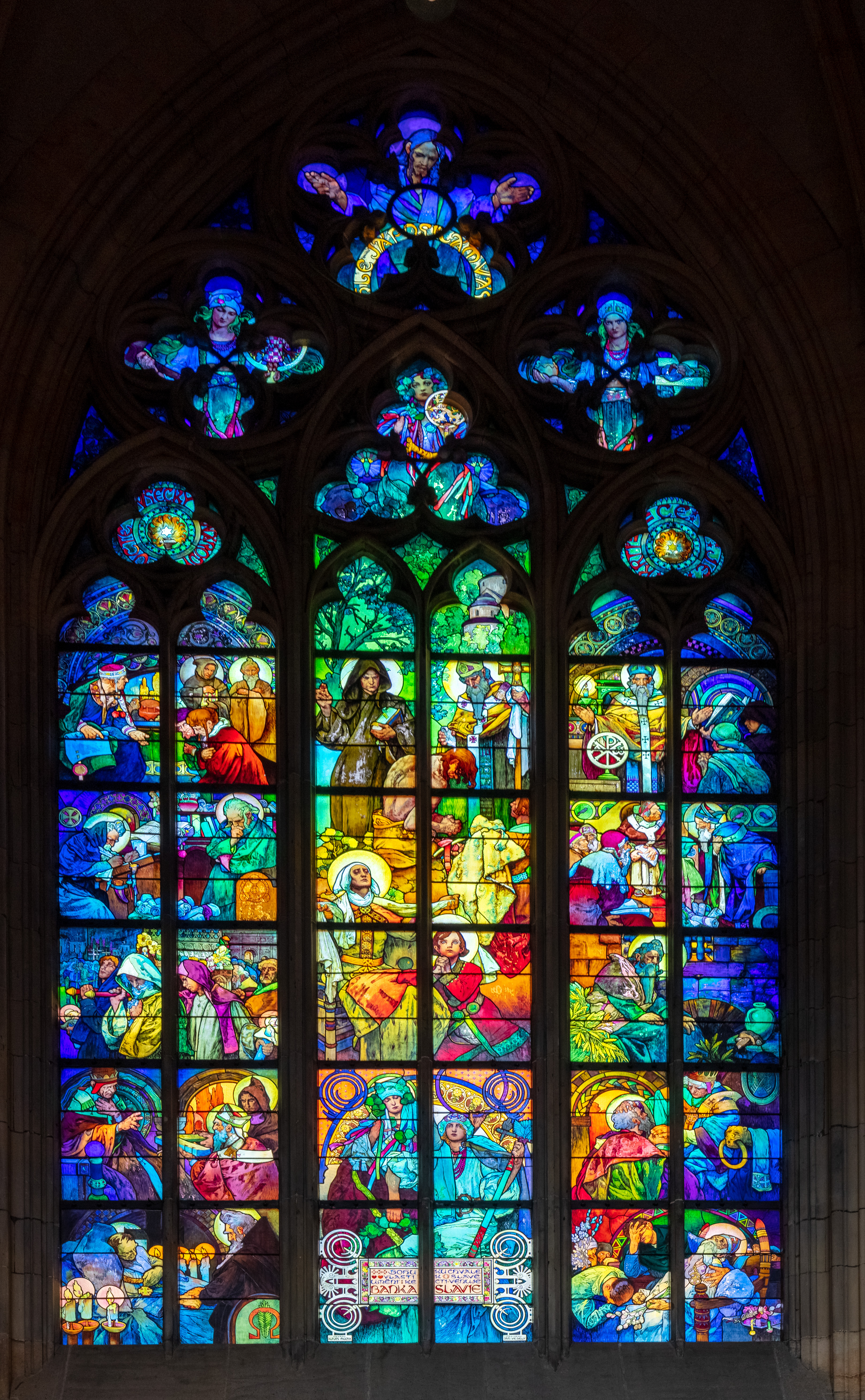
Vitrail Mucha.

La tour sud a une base gothique et un toit baroque, sa fenêtre médiane est ornée d'une grille Renaissance d'une extraordinaire finesse. Haute de 96 m, on y admire le panorama sur le château et la ville.

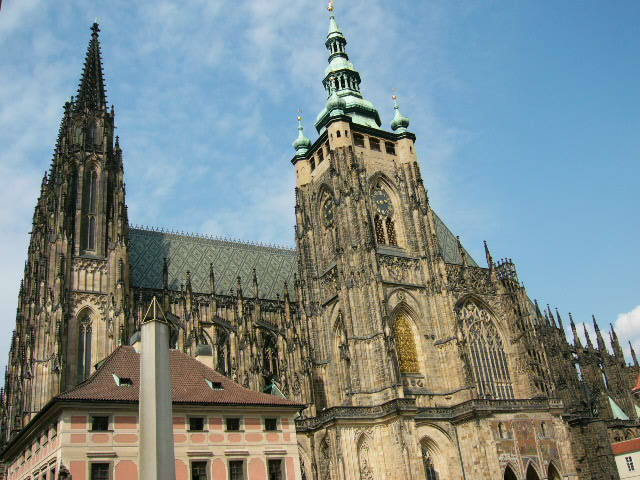
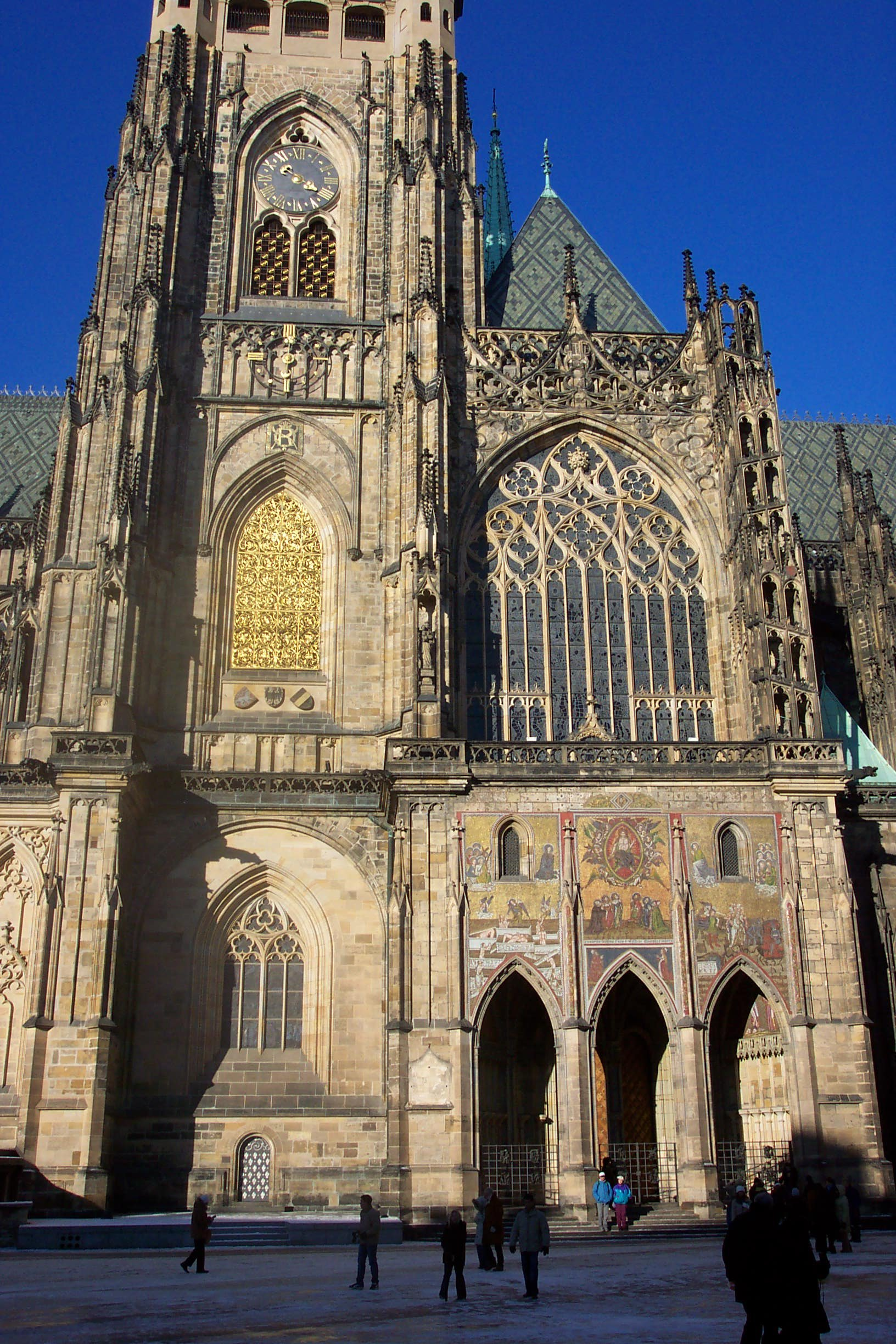
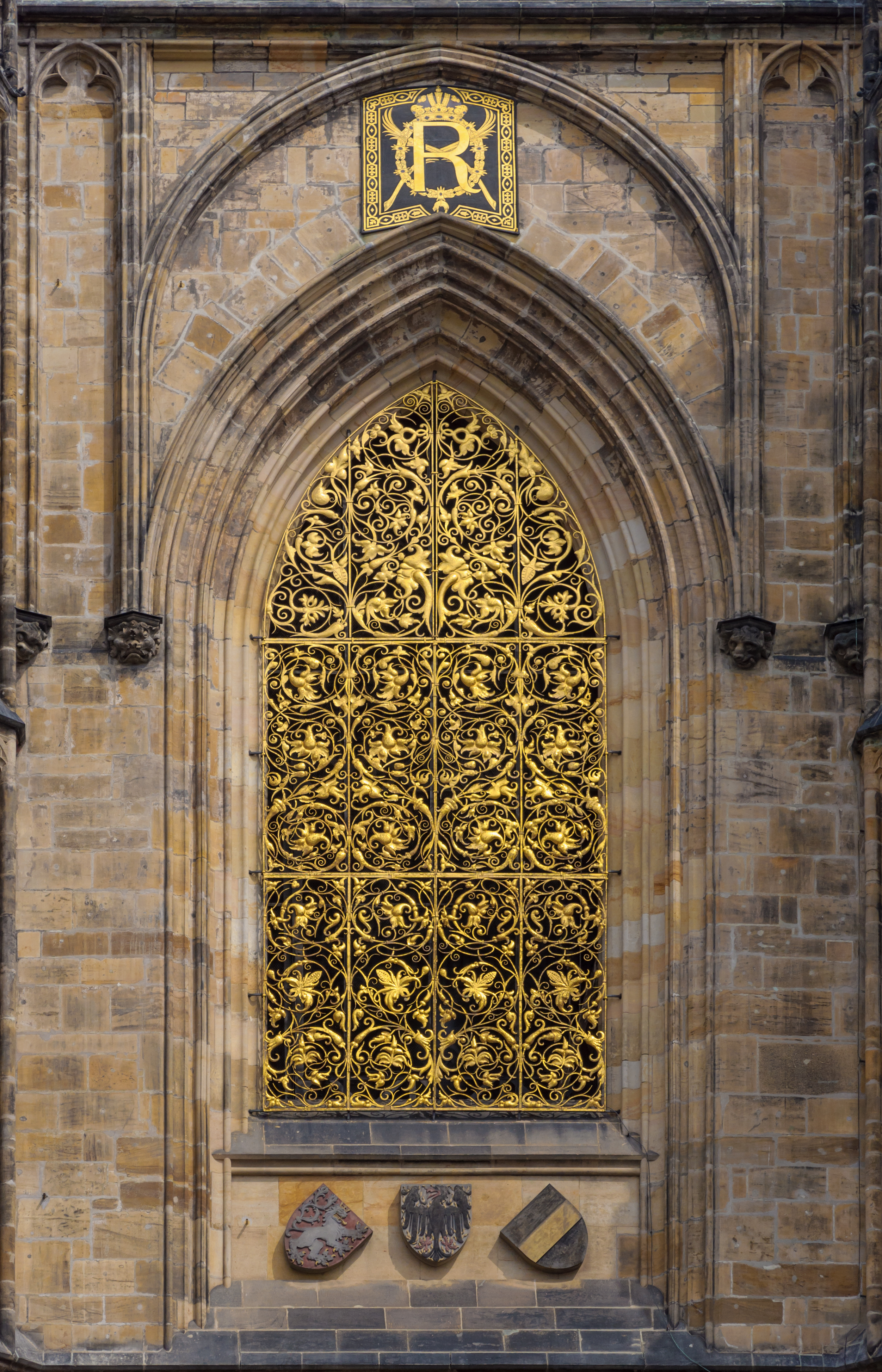
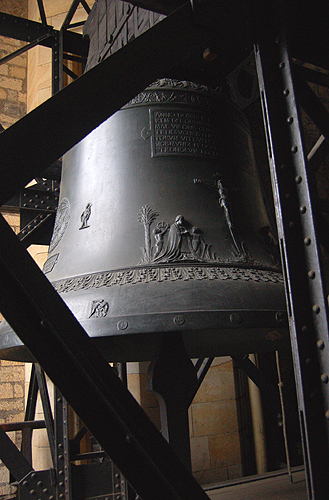
Cloche Sigismond.

Elle surmonte la Porte dorée, portail de Peter Parler aux nervures dédoublées qui forment des triangles curvilignes et abrite une mosaïque vénitienne représentant Le Jugement dernier. La tour sud comprend également la cloche Sigismond — la plus grande cloche tchèque, qui sonne du haut de la cathédrale depuis 1548. Avec ses 18 tonnes, il faut 4 sonneurs expérimentés pour la mettre en branle. Elle n'est utilisée qu'à des occasions solennelles.

Tour Sud et Porte dorée.
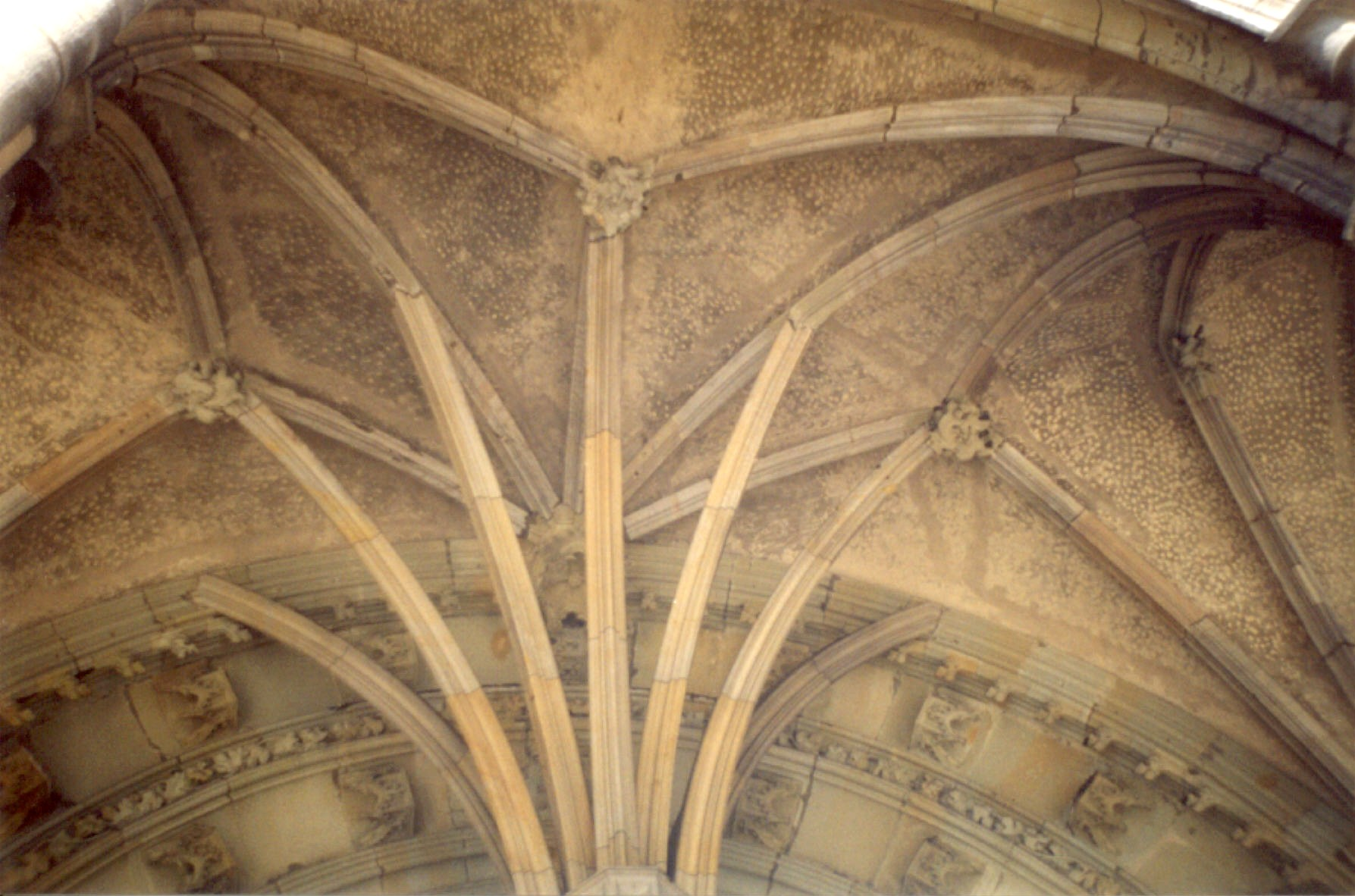
Voûte de la Porte dorée.
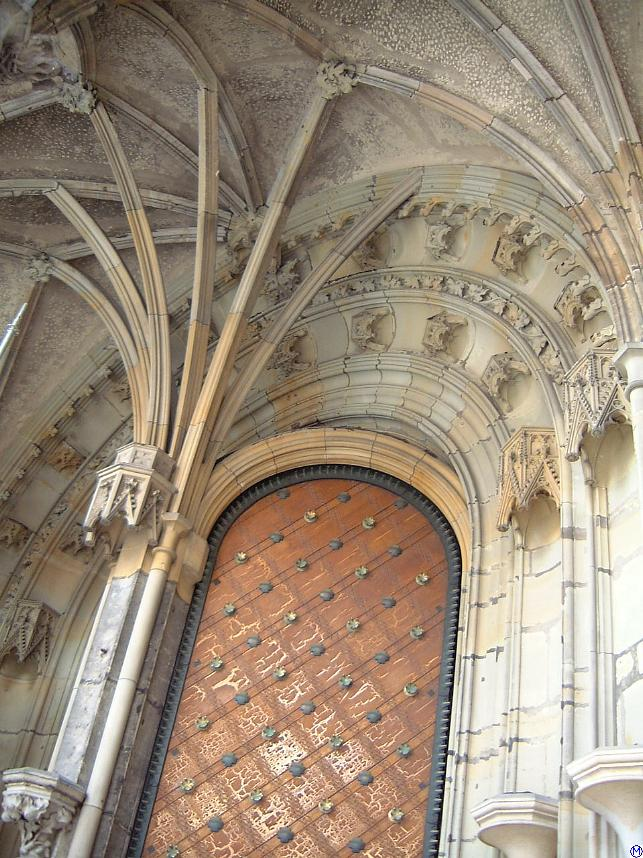
Voûte de la Porte dorée.
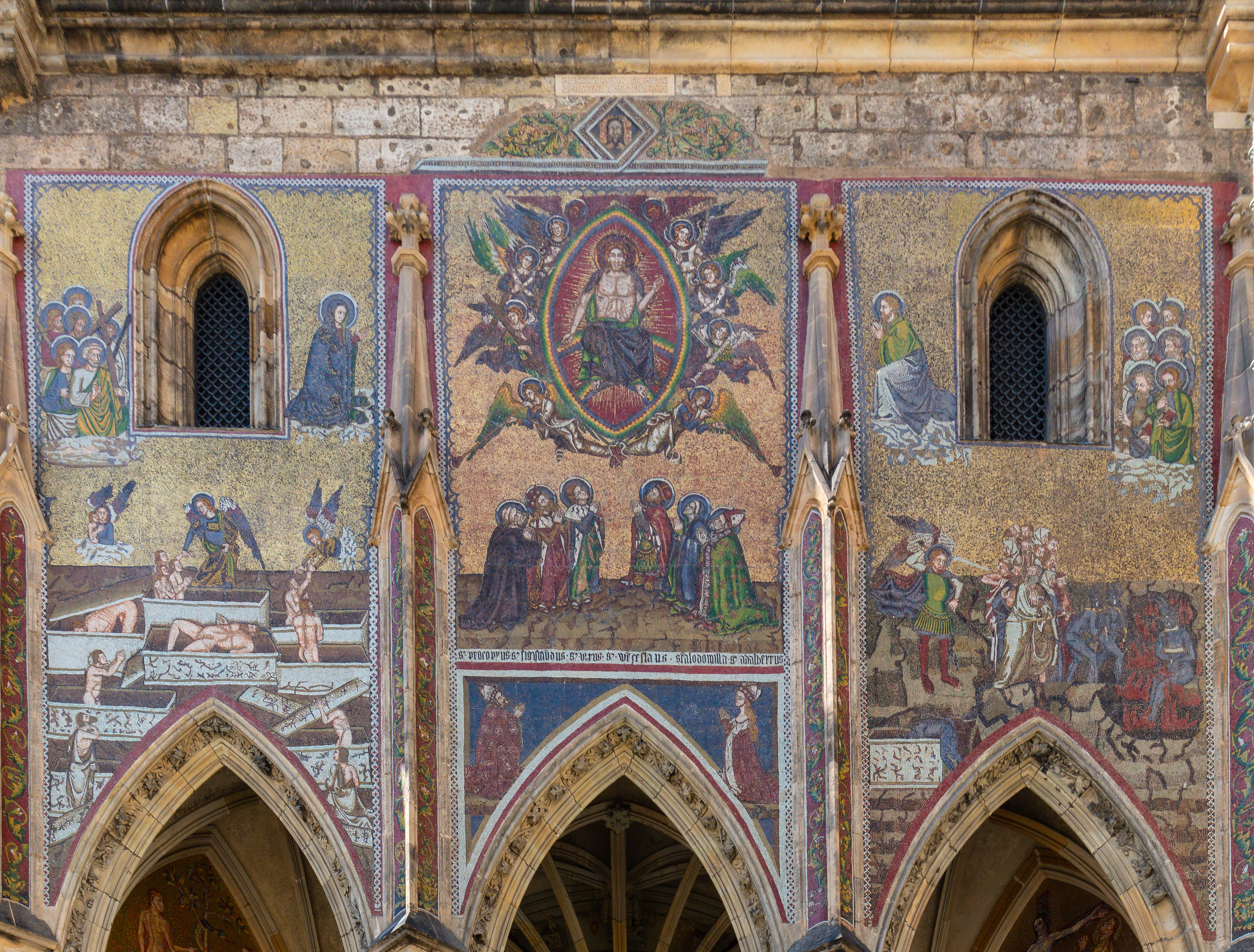
Mosaïque « Le Jugement dernier » surmontant la Porte dorée.

La croix monumentale en bois dans le bas-côté gauche derrière la nouvelle sacristie a été sculptée par František Bílek en 1899.

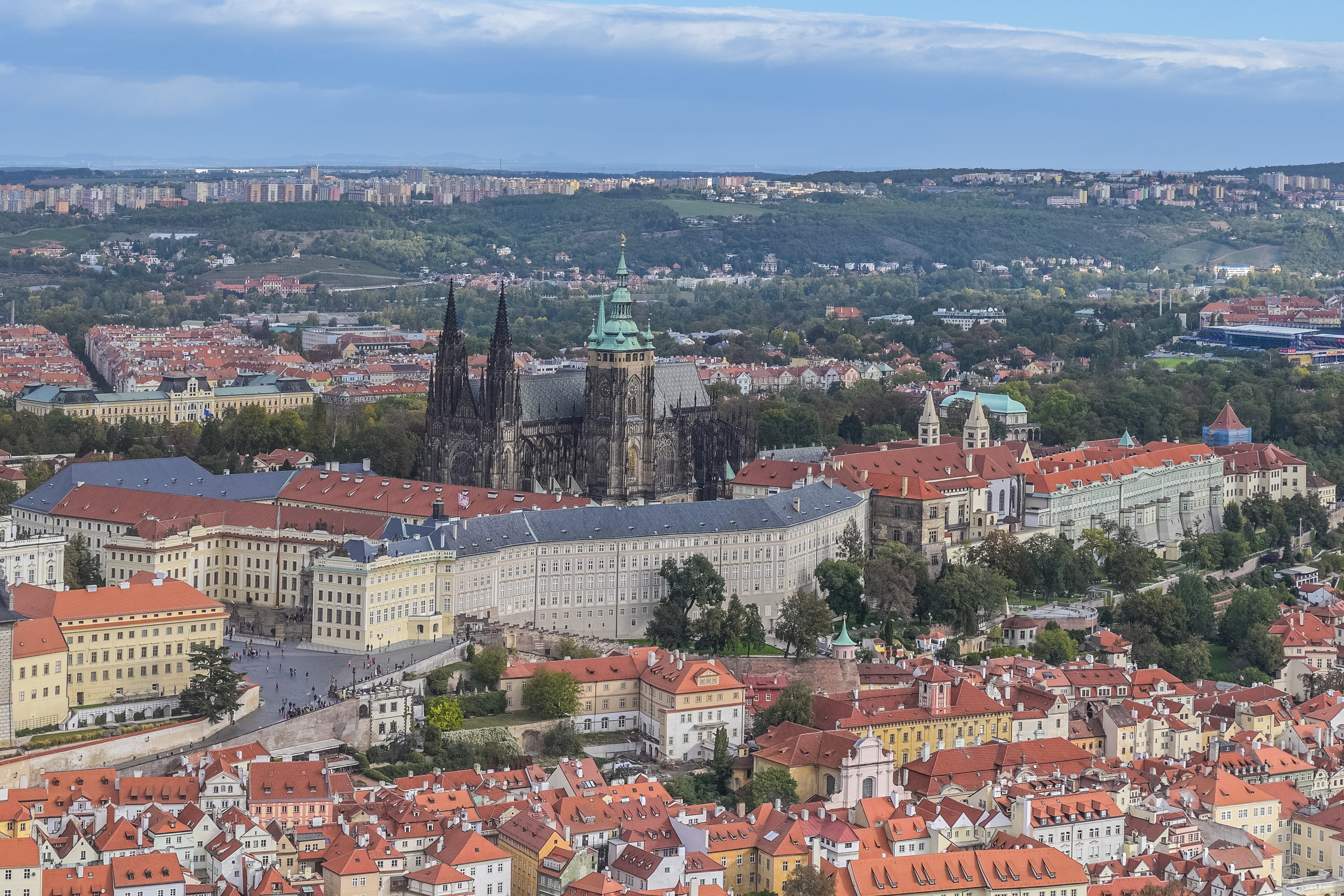
La cathédrale Saint-Guy est située dans l'enceinte du château de Prague.
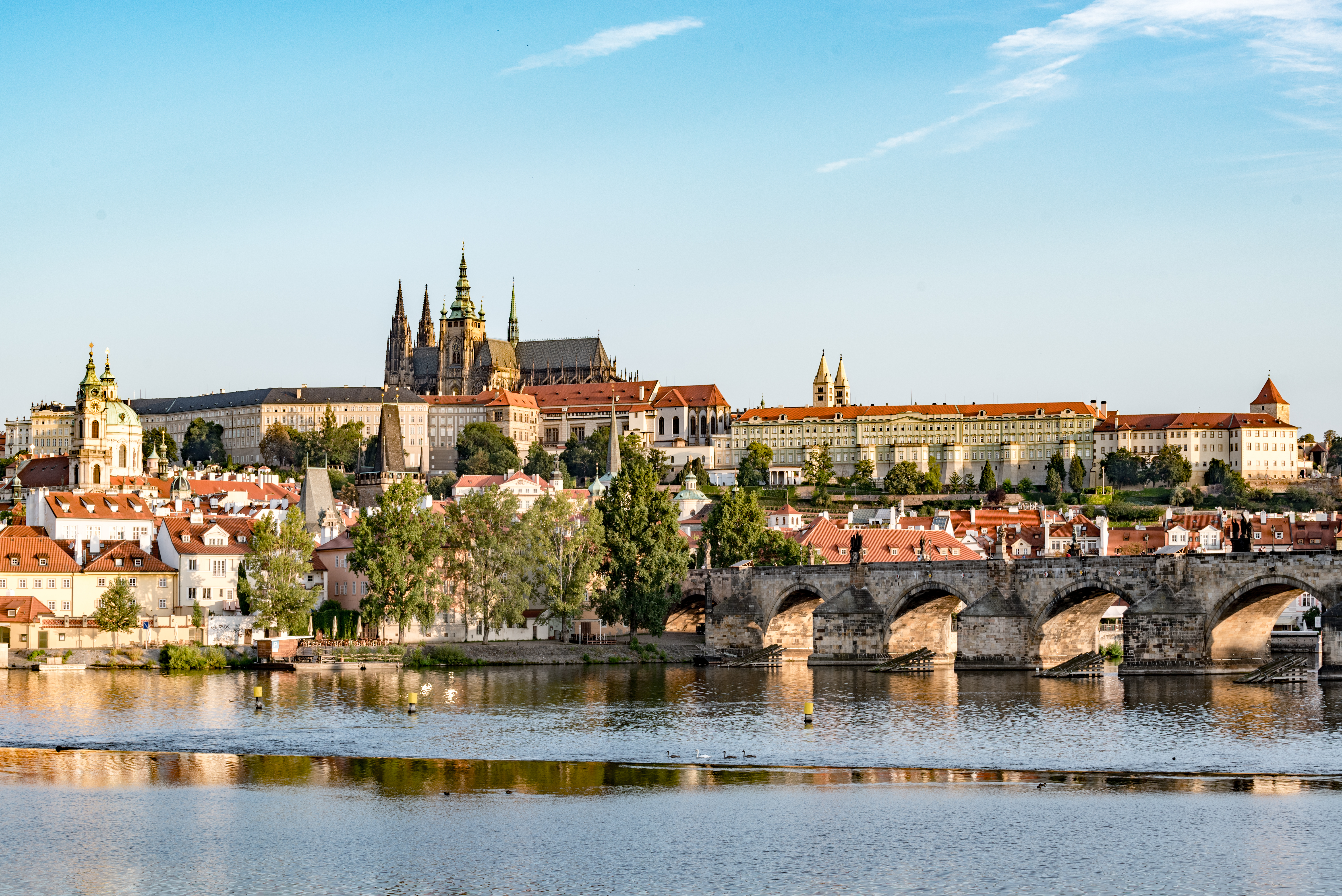
Vue de la cathédrale et du château surplombant la Vltava.
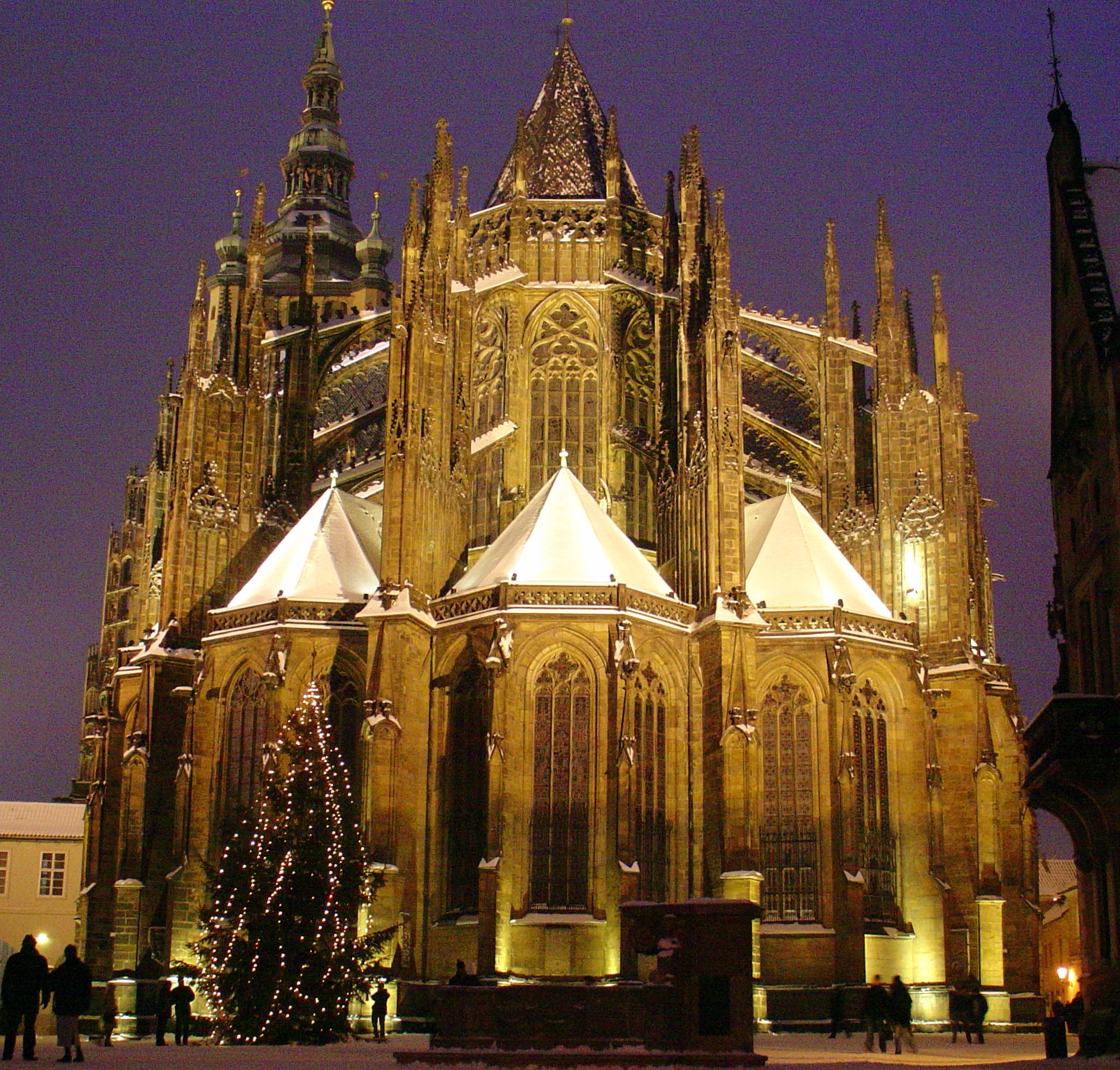
Chevet de la Cathédrale vu depuis la place Saint-Georges.
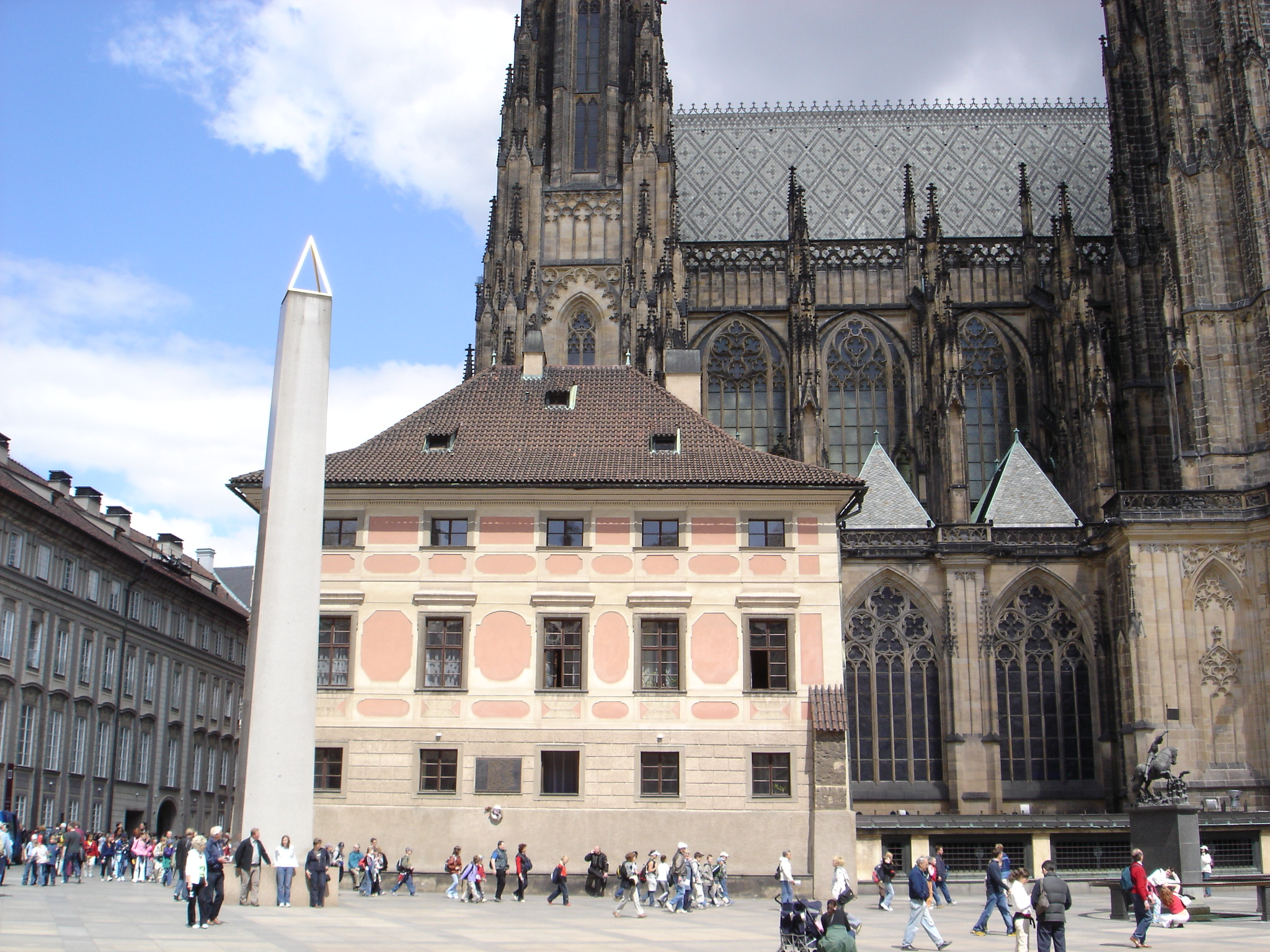
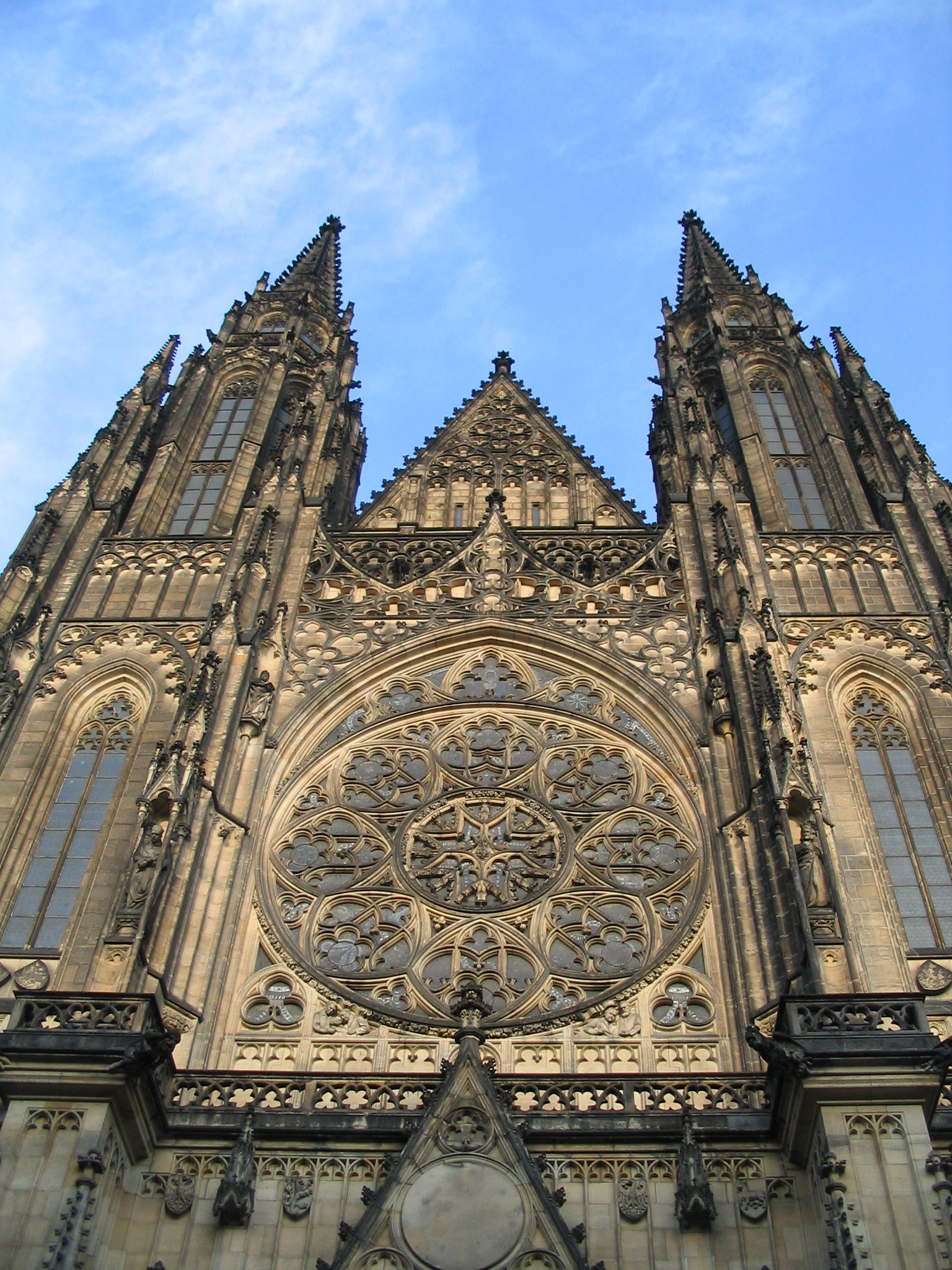
La façade et sa rosace.
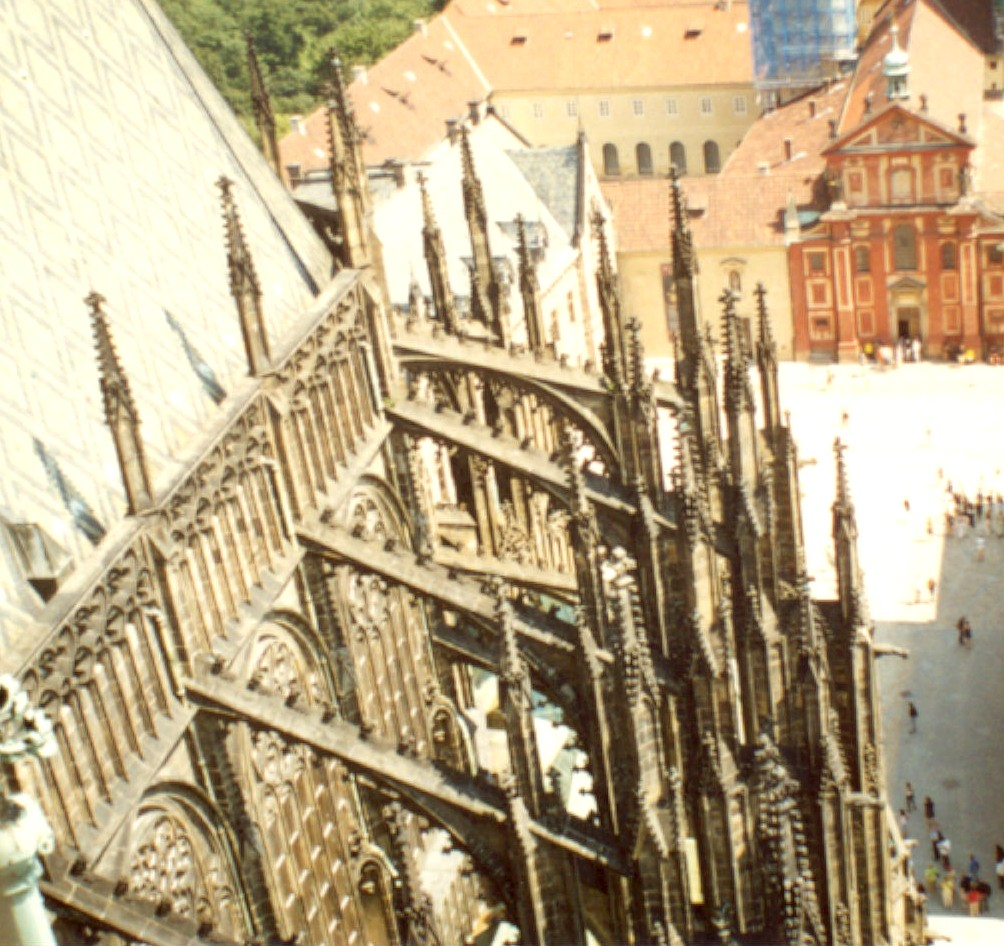
Arcs-boutants vus de la tour principale.
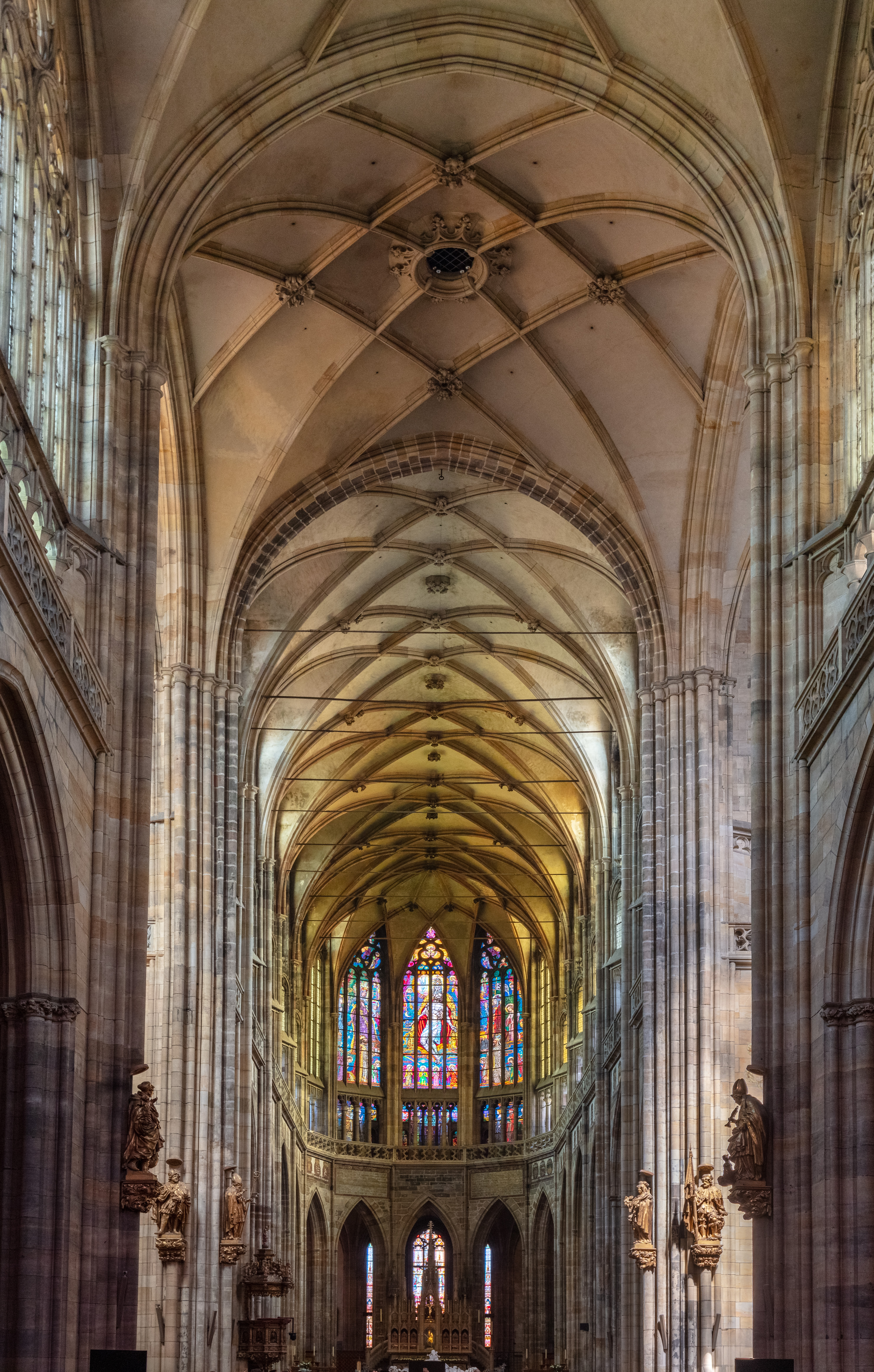
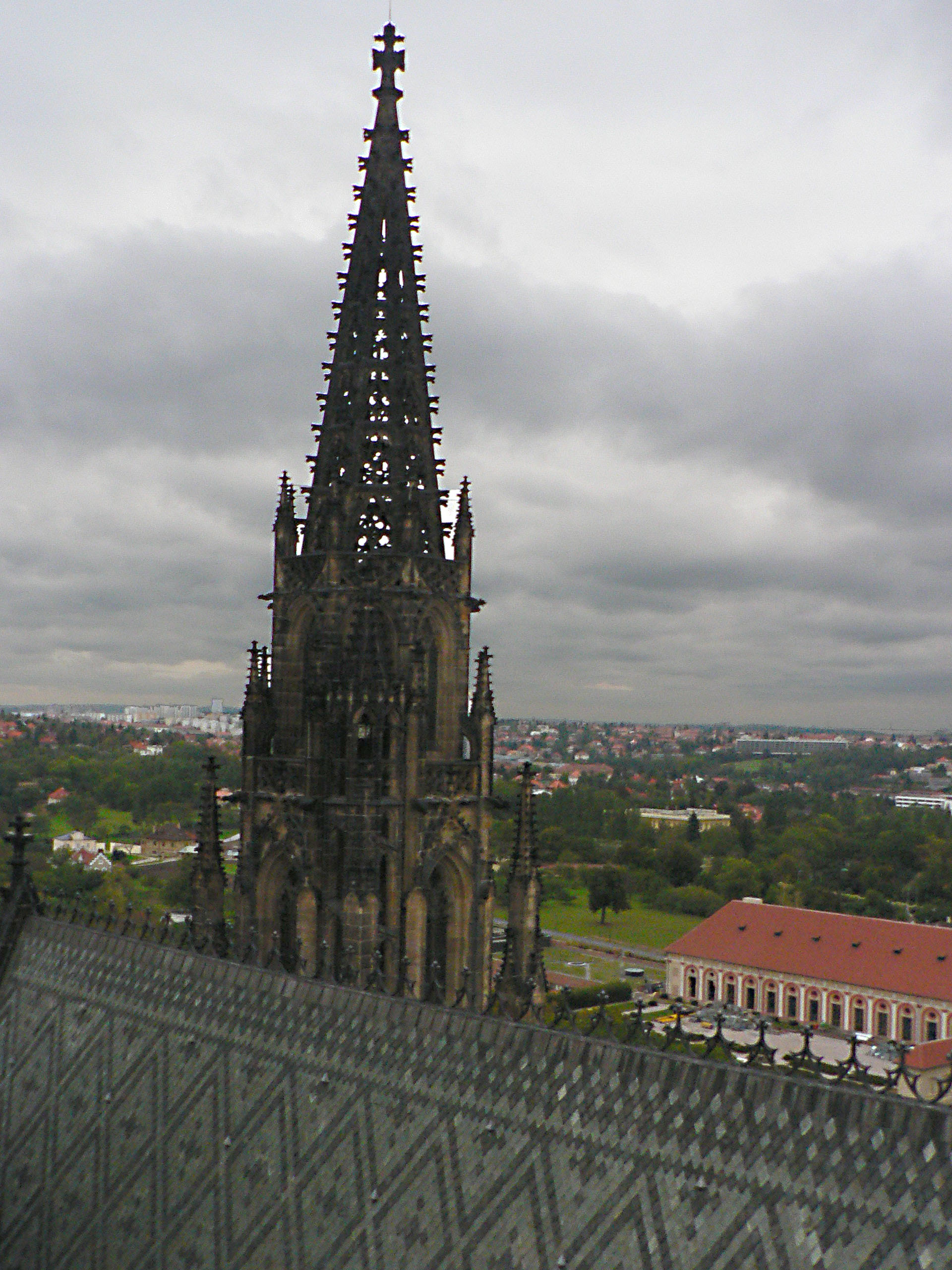
Flèche néo-gothique.